# 835
835 (DCCCXXXV) fue un año común comenzado en viernes del calendario juliano, en vigor en aquella fecha.

## Acontecimientos
- Ragnar Lodbrok, gobernante vikingo, asciende al trono (fecha más probable).
- Invasores vikingos daneses hacen alianza con los córnicos contra el reinado de Egberto de Wessex (fecha aproximada).
- Acuñación de la moneda Jōwashōhō en Japón.
- 1 de noviembre - El papa Gregorio IV promueve la celebración del día de todos los santos en el Imperio Franco.
- 14 de diciembre - Ocurre el incidente de Ganlu en China, donde el Emperador Wenzong de Tang planea una trama para liberar a la corte imperial de la influencia de los eunucos. No obstante, el plan falla en manos del canciller Li Zhongyan y tropas comandadas por los eunucos ingresan al noreste de la capital Chang'an y asesinan a muchos oficiales y aliados. El emperador queda bajo un control más férreo por parte de los eunucos.

## Nacimientos
- Ahmad ibn Tulun, gobernante musulmán y fundador de la dinastía de los tuluníes.
- Ahmad ibn Yusuf, matemático árabe.
- Guaiferio, príncipe de Salerno.
- Lotario II de Lotaringia.
- Luis III de Alemania, rey de los francos orientales.

## Fallecimientos
- Berenguer de Tolosa, conde de Barcelona.
- Duan Wenchang, canciller de la dinastía Tang.
- Kūkai, monje budista japonés.
- Li Zhongyan, canciller de la dinastía Tang.
- Lu Sui, canciller de la dinastía Tang.
- Lu Tong, poeta chino de la dinastía Tang.
- Muhammad al-Yawad, imán chií.
- Wang Shoucheng, eunuco de la dinastía Tang.
- Zheng Zhu, general y oficial de la dinastía Tang.